# Pistoia–Bologna-vasútvonal

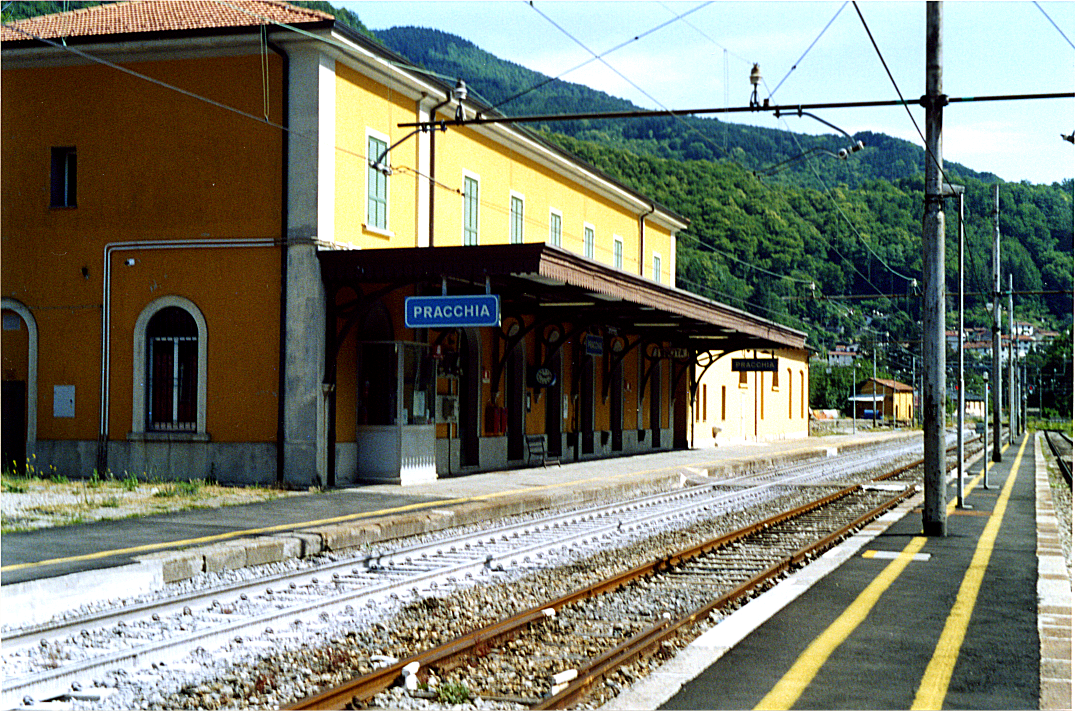
Pracchia vasútállomása

A Pistoia–Bologna-vasútvonal egy normál nyomtávolságú, 3 kV egyenárammal villamosított 99 hosszúságú vasútvonal Olaszországban Pistoia és Bologna között. Ez volt az első vasútvonal a két város között és az első vasútvonal az Appenineken át. Később kiváltására épült Olaszország első Direttissimája, a Bologna-Firenze-vasútvonal.